# Салуда (Вірджинія)
Салуда (англ. Saluda) — переписна місцевість (CDP) в США, в окрузі Міддлсекс штату Вірджинія. Населення — 627 осіб (2020).

## Географія
Салуда розташована за координатами 37°36′19″ пн. ш. 76°35′38″ зх. д. / 37.60528° пн. ш. 76.59389° зх. д. (37.605274, -76.593798).  За даними Бюро перепису населення США в 2010 році переписна місцевість мала площу 8,43 км², уся площа — суходіл.

## Демографія
Згідно з переписом 2010 року, у переписній місцевості мешкало 769 осіб у 206 домогосподарствах у складі 144 родин. Густота населення становила 91 особа/км².  Було 236 помешкань (28/км²).
Расовий склад населення:
| - 65,3 % — білих - 31,7 % — чорних або афроамериканців - 0,3 % — азіатів - 0,1 % — корінних американців |

До двох чи більше рас належало 2,3 %. Частка іспаномовних становила 2,3 % від усіх жителів.
За віковим діапазоном населення розподілялося таким чином: 11,1 % — особи молодші 18 років, 70,7 % — особи у віці 18—64 років, 18,2 % — особи у віці 65 років та старші. Медіана віку мешканця становила 44,7 року. На 100 осіб жіночої статі у переписній місцевості припадало 153,0 чоловіків;  на 100 жінок у віці від 18 років та старших — 158,1 чоловіків також старших 18 років.
Середній дохід на одне домашнє господарство  становив 45 558 доларів США (медіана — 42 292), а середній дохід на одну сім'ю — 52 964 долари (медіана — 57 813). За межею бідності перебувало 13,8 % осіб, у тому числі 48,7 % дітей у віці до 18 років та 0,0 % осіб у віці 65 років та старших.
Цивільне працевлаштоване населення становило 205 осіб. Основні галузі зайнятості: виробництво — 31,2 %, освіта, охорона здоров'я та соціальна допомога — 22,9 %, роздрібна торгівля — 21,0 %.